# Ralph Morgan
Ralph Morgan, vero nome  Raphael Kuhner Wuppermann (New York, 6 luglio 1883 – New York, 11 giugno 1956), è stato un attore statunitense.
Era il fratello di Frank Morgan.
Laureatosi in giurisprudenza alla Columbia University, debuttò da attore nel cinema muto nel corso degli anni dieci. Alla Columbia, prese parte al Varsity Show nel 1904.
Uno dei suoi primi ruoli fu Raymond Floriot nel film Madame X (1916). Nel 1932 interpretò ruoli di rilievo in Rasputin e l'imperatrice e in Strano interludio.
Fu fondatore, membro e presidente del sindacato Screen Actors Guild. Il suo nome figura nella Hollywood Walk of Fame.

## Filmografia parziale
- Madame X, regia di George F. Marion (1916)
- Honor Among Lovers, regia di Dorothy Arzner (1931)
- Dance Team, regia di Sidney Lanfield (1932)
- Charlie Chan's Chance, regia di John G. Blystone (1932)
- Cheaters at Play, regia di Hamilton MacFadden (1932)
- After Tomorrow, regia di Frank Borzage (1932)
- Disorderly Conduct, regia di John W. Considine Jr. (1932)
- La lotteria del diavolo (Devil's Lottery), regia di Sam Taylor (1932)
- Strano interludio (Strange Interlude), regia di Robert Z. Leonard (1932)
- Vendetta gialla (The Son-Daughter), regia di Clarence Brown e, non accreditato, Robert Z. Leonard (1932)
- Rasputin e l'imperatrice (Rasputin and the Empress), regia di Richard Boleslawski (1932)
- Humanity, regia di John Francis Dillon (1933)
- Trick for Trick, regia di Hamilton MacFadden (1933)
- Potenza e gloria (The Power and the Glory), regia di William K. Howard (1933)
- Il pugnale cinese (The Kennel Murder Case), regia di Michael Curtiz (1933)
- I ragazzi della via Paal (No Greater Glory), regia di Frank Borzage (1934)
- Il trionfo della vita (Stand Up and Cheer!), regia di Hamilton MacFadden (1934)
- Porte chiuse (She Was a Lady), regia di Hamilton MacFadden (1934)
- La casa senza amore (A Girl of the Limberlost), regia di Christy Cabanne (1934)
- Piccoli uomini (Little Men), regia di Phil Rosen (1934)
- La maschera di mezzanotte (Star of Midnight), regia di Stephen Roberts (1935)
- Al di là delle tenebre (Magnificent Obsession), regia di John M. Stahl (1935)
- La villa del mistero (Muss 'em Up), regia di Charles Vidor (1936)
- Il fantino di Kent (The Ex-Mrs. Bradford), regia di Stephen Roberts (1936)
- Avorio nero (Anthony Adverse), regia di Mervyn LeRoy (1936)
- Un dramma sull'oceano (Crack-Up), regia di Malcolm St. Clair (1936)
- Emilio Zola (The Life of Emile Zola), regia di William Dieterle (1937)
- La donna che voglio (Mannequin), regia di Frank Borzage (1937)
- The Outer Gate, regia di Raymond Cannon (1937)
- Un mondo che sorge (Wells Fargo), regia di Frank Lloyd (1937)
- L'inesorabile (Wives Under Suspicion), regia di James Whale (1938)
- Cowboy dilettante (Out West with the Hardys), regia di George B. Seitz (1938)
- La preda (The Lone Wolf Spy Hunt), regia di Peter Godfrey (1939)
- Il manoscritto scomparso (Fast and Loose), regia di Edwin L. Marin (1939)
- Cavalcata ardente (Man of Conquest), regia di George Nichols Jr. (1939)
- La strada del sud (Way Down South), regia di Leslie Goodwins e Bernard Vorhaus (1939)
- L'ultimo pellirossa (Geronimo), regia di Paul Sloane (1939)
- Forty Little Mothers, regia di Busby Berkeley (1940)
- Avventura a Washington (Adventure in Washington), regia di Alfred E. Green (1941)
- Il pazzo di Hitler (Hitler's Madman), regia di Douglas Sirk (1943)
- La taverna delle stelle (Stage Door Canteen), regia di Frank Borzage (1943)
- L'impostore (The Impostor), regia di Julien Duvivier (1944)
- Il fabbricante di mostri (The Monster Maker), regia di Sam Newfield (1944)
- Questo nostro amore (This Love of Ours), regia di William Dieterle (1945)
- Femmina (Mr. District Attorney), regia di Robert B. Sinclair (1947)
- Il canto dell'uomo ombra (Song of the Thin Man), regia di Edward Buzzell (1947)
- Donne e veleni (Sleep, My Love), regia di Douglas Sirk (1948)
- Il vendicatore di Manila (Sword of the Avenger), regia di Sidney Salkow (1948)